# سيدهم بشاي
سيدهم بشاي مارسيدهم أو القديس سيدهم بشاي (1785 - 1844 م)، أحد قديسي الكنيسة القبطية الأرثوذكسية  عمل بشاي كاتباً بديوان عام مدينة دمياط في القرن التاسع عشر في عهد محمد علي باشا والي مصر. تم اتهامه بازدراء الدين الإسلامي، فاستغل بعض من المتطرفين الموقف على خلفية حالة من العنف الطائفي السائد آنذاك وحاكموه شعبياً وقاموا بالاعتداء عليه مما تسبب في وفاته. تم اكتشاف جثمانه لاحقاً وتم إعلانه قديساً عام 1987.

## أحداث العنف الطائفي في دمياط
كانت مدينة دمياط في هذه الأيام مدينة كبيرة يعج ميناؤها بالحركة ويختلط في شوارعها الأجانب والمصريون على اختلاف انتماءاتهم، لكنها كانت أيضاً تشهد تمييزاً شديداً ضد هؤلاء الأجانب والأقليات لكونها مقراً لسجن الجنود الأجانب الفارّين من جيش محمد علي، وعلاقتها بالمشهد السياسي كمنفى للجماعات السياسية الغير مرغوبة، وانطباع العامة عن مسيحييها كأحفاد لجنود فرنسيين تخلفوا منذ عهد الحملات الصليبية المتكررة التي تعرضت لها المدينة.و ترتبط الرواية الشائعة عن استشهاد مارسيدهم بعدد من الحوادث التي سبقت حادثة استشهاده، وتعكس هذه الحوادث حالةً طائفيةً شديدة يمكن على أثرها فهم الفظائع التي ارتكبت في حق مارسيدهم.
في مقدمة تلك الحوادث تأتي أحداث مارس( 1844 )، التي بدأت بمشاجرة كان طرفاها باسيلى الخولى وهو موظف مصري مسيحي بقنصلية الإمبراطورية النمساوية في ذلك الوقت، ودرويش التاجورى وهو تاجر سكندري مسلم. دبّت بينهما مشاجرة على خلفية معاملات مالية، لكنها سرعان ما تحولت إلى خلاف طائفي تضخم لاحقاً ليصبح معركة دامية بين المسلمين والمسيحيين في شوارع المدينة.

## قصة وفاته
تتفق المرويات في أن قصة مارسيدهم بدأت عندما احتك به بعض المتطرفين في الطريق المؤدي للكنيسة، فتجمهر العامة على خلفية الأحداث الطائفية السابقة، واستغل المتطرفون مرور مفتي المدينة فأخبروه كذباً بأن مارسيدهم تطاول على الإسلام والمسلمين وأساء لنبيهم.
لجأ عسكر المدينة إلى إنهاء الموقف بشكل فوري خوفاً من اشتعال الفتنة من جديد، فألقوا القبض على مارسيدهم ووجهت له تهمة ازدراء الإسلام، وحوكم مارسيدهم محاكمة شكلية بحضور المحافظ خليل أغا والشيخ علي خفاجة والشيخ البدرى ونقيب الأشراف في ذلك الحين مع نفر من التجار وأميرلاى الرديف، أدين فيها بسب الإسلام والتطاول على نبيّه، وحكم عليه بالاستتابة أو الجلد حتى الموت.
لم يتمكن العسكر من السيطرة على المشهد بسبب الفوضى التي كانت تعم المدينة خلال الاشتباكات الطائفية السابقة، وتحول تنفيذ الحكم على مارسيدهم إلى مشهد فوضوي، فاختطفه العامة والرعاع من أيدي العسكر وبدأوا بتنفيذ الحكم بأنفسهم، فقاموا بجلده وتعذيبه في طرقات المدينة وأركبوه دابة اتباعا للعرف السائد حينها، وتحولت المدينة لمسرح للطائشين الذين يمارسون التخريب العشوائي لممتلكات الأجانب والمسيحيين. ولدى وفاته، أفرغ أحد المتطرفين القطران الساخن فوق رأسه ففارق الحياة.

## التحقيق في الحادث
وصلت شكوى مسيحيي دمياط إلى والي مصر محمد علي، فأمر بفتح التحقيق في القضية وأسفر التحقيق عن إدانة المحافظ والقاضي والشيخ البدرى وحكم عليهم بتجريدهم من مناصبهم، وتم تشييع جنازة مارسيدهم رسمياً وأمر الوالي بتكريم ذكراه في كل أنحاء مصر وأصدر أمره للمرة الأولى في التاريخ الحديث برفع الأعلام الكنسية والصلبان في الجنازة.
استقبلت جميع الطوائف المسيحية ذلك الخبر بالابتهاج وسار الموكب الجنائزي يتقدمه الكهنة في ملابسهم الكهنوتية لأول مرة في العلن وعلى رأسهم القمص يوسف ميخائيل وطافوا أرجاء دمياط مع لفيف من الشمامسة حتى وصلوا به إلى موقع كنيسة مارجرجس حالياً حيث أتموا مراسم الصلاة ودفنوه بأرض الكنيسة التي كانت ما تزال مدافناً لأقباط دمياط في ذلك الحين. أثرت تلك الحادثة على شعبية محمد علي عند شيوخ عصره واتهمه بعض المتشددين منهم بموالاة الغرب المسيحي.

## اكتشاف الجثمان
عام 1968 في عهد الأنبا تيمثاوس تم اكتشاف جثمان مارسيدهم مدفونا في الحديقة الخلفية لكنيسة مارجرجس أثناء قيام الكنيسة ببعض عمليات الترميم، وكان جسد القديس، فيما عدا آثار التعذيب، متماسكاً تماماً لم يصبه العفن أو التحلل ولم يفقد شيئاً منه لدرجة إمكانية إيقافه على قدميه، كما لم يتغير لونه، إلا أن أحد الأساقفة قام لاحقاً بتطييب الجثمان عن طريق الخطأ بأطياب حارقة للبشرة مما تسبب في تغيير لونه للون الأسود.
وفي نفس العام قام البابا كيرلس السادس بإرسال لجنة لتقصي الحقائق عن الواقعة والتثبت من مطابقة أوصاف الجثمان، وتم نقل الجثمان عام 1972 إلى كنيسة السيدة العذراء بـدمياط حيث وضعت في مكان وفاته في مقصورة بداخل صندوق كبير له غطاء زجاجي حتى يتيسر للزوار رؤيته والتبرك به.
قرر المجمع المقدس بـالكنيسة القبطية الأرثوذكسية برئاسة البابا شنودة الثالث في جلسته المنعقدة بتاريخ 8 يونيو 1987 الاعتراف بقداسة الشهيد سيدهم بيشاي وذلك بعد دراسة الوثائق التاريخية والتقارير والصور التي رفعها الأنبا بيشوى أسقف دمياط إلى المجمع المقدس.